# جيورجي كاتونا
جيورجي كاتونا (بالمجرية: Katona György)‏ هو لاعب كرة قدم مجري، ولد في 23 يناير 1988 في Mátészalka ‏ في المجر. لعب مع Nyíregyháza Spartacus FC ‏.

## وصلات خارجية
- جيورجي كاتونا على موقع قاعدة بيانات كرة القدم.إي يو (الإنجليزية)
- جيورجي كاتونا على موقع Soccerway.com (الإنجليزية)